# Брунейский залив
Бруне́йский зали́в (малайск. Teluk Brunei) — залив, расположенный на севере острова Калимантан. Воды залива омывают берега сразу двух государств — Брунея и Малайзии.
Единственный способ попасть из основной части Брунея в его полуэксклав — округ Тембуронг, минуя территорию Малайзии, лежит через Брунейский залив.
Залив входит в состав акватории Южно-Китайского моря. С севера залив ограничен островом Лабуан и несколькими прилегающими мелкими островками. С запада к проливу выходит территория столицы Брунея — города Бандар-Сери-Бегаван.
В залив впадает ряд рек и речушек, основные — Бруней, Лимбанг, Тембуронг, Бангар и Трусан.
В мангровых лесах обитает большое количество видов животных, в числе которых обезьяны-носачи, лангуры и гигантские летучие лисицы.
В 2014 году началось строительство 30-километрового моста через залив, долженствующего соединить две части Брунея. После его ввода в эксплуатацию можно проехать напрямую из столицы в округ Тембуронг. Мост был открыт 17 марта 2020 года.